# Kanton Dinan
 Dinan   is een kanton van het Franse departement Côtes-d'Armor. Het kanton maakt deel uit van het arrondissement Dinan.    

In 2020 telde het 23.728 inwoners.

Het kanton werd gevormd ingevolge het decreet van 13 februari 2014 met uitwerking op 22 maart 2015, met  Dinan als hoofdplaats.

## Gemeenten
Het kanton omvatte 6 gemeenten bij zijn vorming.
Op 1 januari 2018 werd de gemeente Léhon  toegevoegd aan de gemeente Dinan, die daardoor het statuut van ‘commune nouvelle’ kreeg.
Sindsdien omvat het kanton deze 5 gemeenten:
- Aucaleuc
- Dinan
- Quévert
- Trélivan
- Vildé-Guingalan